# Debeli ryt
Debeli ryt (bułg. Дебели рът) – wieś w Bułgarii, w obwodzie Wielkie Tyrnowo, w gminie Elena. W 2024 roku liczyła 9 mieszkańców.